# Saint-Nicolas (Belgien)
Saint-Nicolas (wallonisch Sint-Nicolêye) ist eine Gemeinde in der Provinz Lüttich in Belgien. Sie besteht aus den drei Ortsteilen Montegnée, Saint-Nicolas und Tilleur, die im Zuge der 1977 in Kraft getretenen Gebietsreform zusammengelegt wurden.

## Geografie
Die Gemeinde Saint-Nicolas liegt im Osten Belgiens etwa 90 km von der Hauptstadt Brüssel entfernt. Die angrenzenden Gemeinden Grâce-Hollogne, Ans, Lüttich und Seraing liegen alle im Arrondissement Lüttich.

## Geschichte
Die Einwohnerzahl verringert sich jährlich. Die Bevölkerungsentwicklung seit 2002 ist in nachfolgender Tabelle dargestellt.
| \| Jahr \| Einwohner \| \| ---- \| --------- \| \| 2002 \| 22959 \| \| 2003 \| 22836 \| \| 2004 \| 22715 \| \| 2005 \| 22674 \| \| 2006 \| 22666 \| |           |
| Jahr | Einwohner |
| 2002 | 22959     |
| 2003 | 22836     |
| 2004 | 22715     |
| 2005 | 22674     |
| 2006 | 22666     |

## Politik
Der Gemeinderat (Conseil Communal) von Saint-Nicolas hat 27 Mitglieder. Seine Zusammensetzung nach der Kommunalwahl am 8. Oktober 2006 ist folgende: 19 Mitglieder der Partei (Parti Socialiste), 7 Mitglieder der Liste Ensemble, die sich aus Mitgliedern der Parteien Mouvement Réformateur, Centre Démocrate Humaniste sowie Alternative socialiste zusammensetzt, und ein Mitglied der Umweltpartei Ecolo. Aus dem Gemeinderat wird das Collège mit dem Bürgermeister und fünf Schöffen (Echevins) gebildet.

## Persönlichkeiten

### Hier geboren
- Georges Joseph Haezaert (1883–1957), römisch-katholischer Ordensgeistlicher und Apostolischer Vikar von Nord-Katanga
- Eugène Savitzkaya (* 1955), Dichter und Schriftsteller
- Sandra Kim (* 1972), Sängerin
- Roberto Bisconti (* 1973), Fußballspieler